# Parthenembia reclusa
Parthenembia reclusa is een insectensoort uit de familie Embiidae, die tot de orde webspinners (Embioptera) behoort. De soort komt voor in Congo-Kinshasa.
Parthenembia reclusa is voor het eerst wetenschappelijk beschreven door Ross in 1960.